# الكنيسة البولندية الأرثوذكسية
الكنيسة البولندية الأرثوذكسية (بالبولونية: Polski Autokefaliczny Kościół Prawosławny) هي كنيسة أرثوذكسية شرقية حديثة. أسست عام 1924 لرعاية أرثوذكس الأراضي الأوكرانية والبيلاروسية التي ضمت عقب الحرب العالمية الأولى لبولندا، وكان عددهم يقدر بأربعة ملايين فرد.
قابل تأسيس الكنيسة البولونية المستقلة معارضة شديدة من البطريرك تيخون بطريرك موسكو آنذاك والذي كان يعتبرها تابعة له، ولكن السلطات السياسية في بولندا دعمت بقوة استقلال كنيسة بلادها عن الكنيسة الروسيِّة. وبعد انتهاء الحرب العالمية الثانية احتل السوفييت بولندا وضموا قسم كبير من أراضيها لاتحادهم فتقلص بذلك عدد الأرثوذكس البولونيين إلى 350 ألف فرد، ووافق أساقفتهم مرغمين على الخضوع لسلطة البطريرك الروسي. وفي عام 1948 منح بطريرك موسكو أليكسيوس الأول الكنيسة البولونية استقلالها مجددا.
تضم هذه الكنيسة اليوم خمس أسقفيات وهي : أسقفية وارسو، أسقفية باياليستوك، أسقفية لودز، أسقفية وركلاو وأسقفية غدانسك. يتبع لها سبعة أديرة، ويرأسها منذ 5 مايو/أيار 1998 الميتروبوليت سابا ميتروبوليت فرشاف وسائر بولندا. ويقدر عدد أتباعها بثمانمائة ألف فرد.

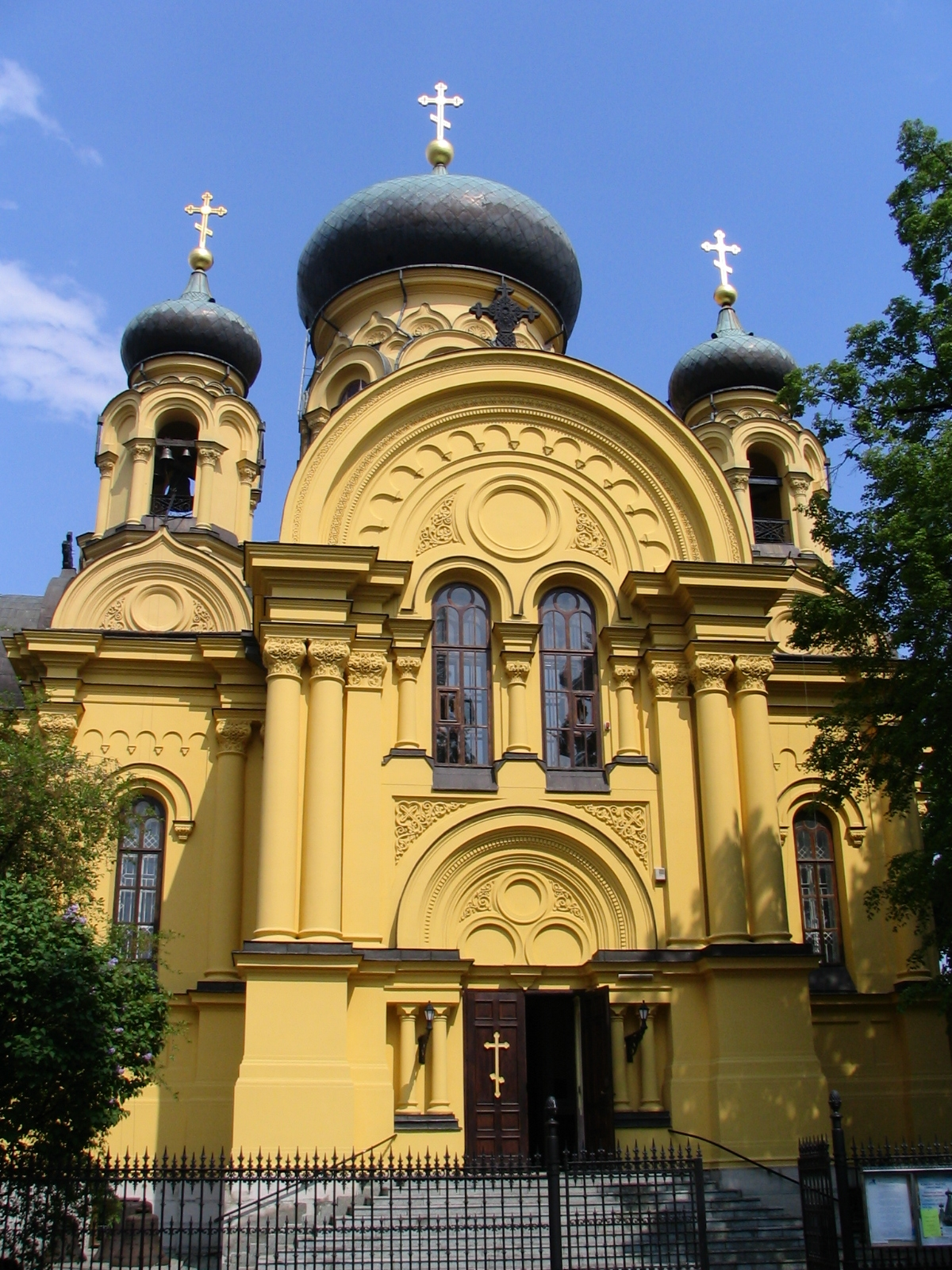
كنيسة القديسة مريم المجدلية في وارسو

## وصلات خارجية
- الموقع الرسمي للكنيسة البولندية الأرثوذكسية